# Samuel Alexander

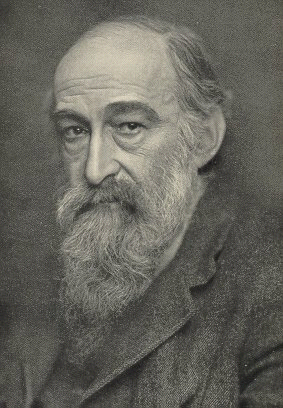
Samuel Alexander

Samuel Alexander (Sydney, 6 gennaio 1859 – Manchester, 13 settembre 1938) è stato un filosofo australiano, il primo ebreo a frequentare un college di Oxbridge.

## Biografia
Alexander nacque nella città australiana di Sydney, da una famiglia di origini ebraiche.
Il padre morì prima che nascesse e il resto della famiglia si trasferì nel Victoria nel 1863 circa. Frequentò l'università di Melbourne, e in seguito, emigrato in Inghilterra, proseguì gli studi a Oxford al Balliol College.
Terminati gli studi, intraprese la carriera di insegnante, svolgendo il ruolo di "tutor" dal 1882 al 1893. In questo periodo iniziò ad interessarsi di psicologia e scrisse il suo primo libro Moral Order and Progress (Ordine morale e progresso) (1889), oltre a contribuire alla stesura di numerosi articoli pubblicati in riviste specializzate.
Nel 1890 lavorò al laboratorio di psicologia a Friburgo in Germania. In seguito si recò a Manchester, dove insegnò alla locale università, divenendo una figura di spicco.
Nel 1908, nel periodo in cui dirigeva la "Aristotelian Society", pubblicò Locke, un breve studio filosofico. Seguirono i due volumi dell'importante opera Space, Time, and Deity (Spazio, tempo e deità), nel 1920, l'opera Spinoza and Time (Spinoza e il tempo), uscita nel 1921, e infine, nel 1933, Beauty and other Forms of Value. Negli stessi anni Alexander prese a cuore il difficile momento storico degli ebrei europei, e si attivò con finanziamenti a favore di coloro che venivano colpiti dalla persecuzione.
Mori il 13 settembre 1938; l'anno seguente uscì il libro postumo Philosophical and Literary Pieces, una antologia di documenti e lettere.

## Il pensiero
Il pensiero filosofico di Alexander appartiene alla corrente dell'evoluzionismo spenceriano, inteso come progresso universale.
Nei suoi studi sulla coscienza e sull'atto di coscienza, subì l'influenza di George Edward Moore e si fece portavoce di un "monismo metafisico", di impronta realistica, che accorpava le idee e le cose. Sostenne che tutti gli oggetti di indagine fossero impregnati di un'unica entità, definita "spazio-tempo"; considerava il tempo relazionato allo spazio nello stesso modo in cui lo spirito lo è rispetto al corpo. Il mondo venne descritto come il frutto di un'evoluzione, che a partire dalle prime elementari condizioni, viene alimentata gradualmente di nuovi elementi, grazie alla presenza della sostanza spazio-tempo, fonte dell'evoluzione stessa, che l'autore definì "emergente".
Un'altra tematica centrale e oggetto di indagine filosofica di Alexander è stata la "deità", della quale vengono approfondite le difficoltà di definizione e di conoscenza.